# Système de gaz inerte
À bord de certains navires, tels que les pétroliers et les chimiquiers, se trouve un système de gaz inerte. Ces systèmes permettent de produire et d’introduire des gaz inertes dans les cuves de cargaison de manière à rendre l’atmosphère ininflammable, et limiter ainsi tout risque d’incendie ou d’explosion.

## Rôle

### Définition

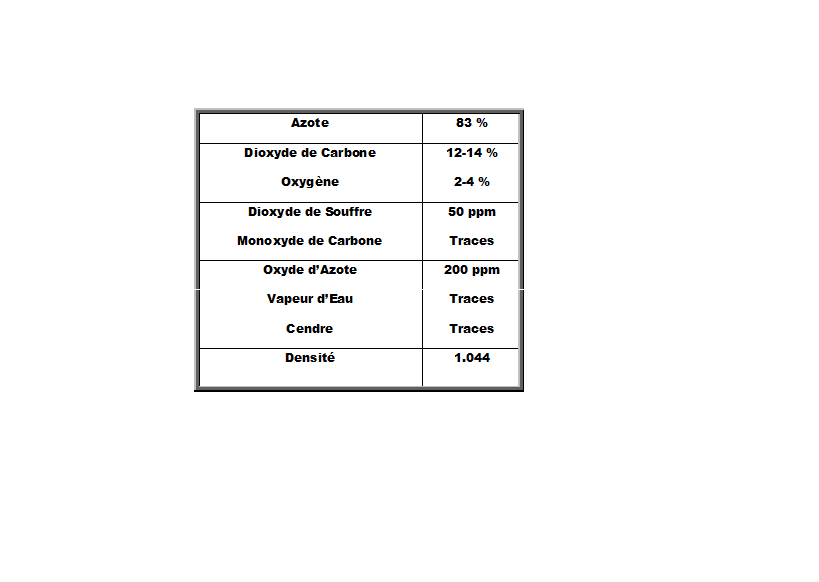
Concentration typique d'un gaz inerte.

Un gaz inerte, tel que ceux utilisés dans les systèmes de gaz inertes, est un gaz dont le taux de dioxygène est trop bas pour permettre la combustion d’hydrocarbures. Il doit être composé de moins de 5 % de dioxygène, comme requis par le SOLAS 1974 (The International Convention for the Safety Of Life At Sea, ou Convention Internationale Pour La Sauvegarde de la Vie en Mer).

### Limites d’explosivité
Un mélange d’air et d’hydrocarbure ne peut s’enflammer qu’à l’unique condition que les concentrations d’hydrocarbures et d’air se trouvent dans des proportions telles, que le mélange se trouve dans la plage d’inflammabilité.
La limite inférieure de cette plage est connue comme la limite d’explosion inférieure ou LEL (Lower Explosion Limit). Cette limite correspond à la concentration en dessous de laquelle il n’y a pas assez d’hydrocarbure dans le mélange pour supporter la combustion.
La limite supérieure de cette plage est appelée limite d’explosion supérieure ou UEL (Upper Explosion Limit). Cette limite correspond à la concentration au-dessus de laquelle il n’y a pas assez d’air dans le mélange pour supporter la combustion.

### Effet des gaz inertes

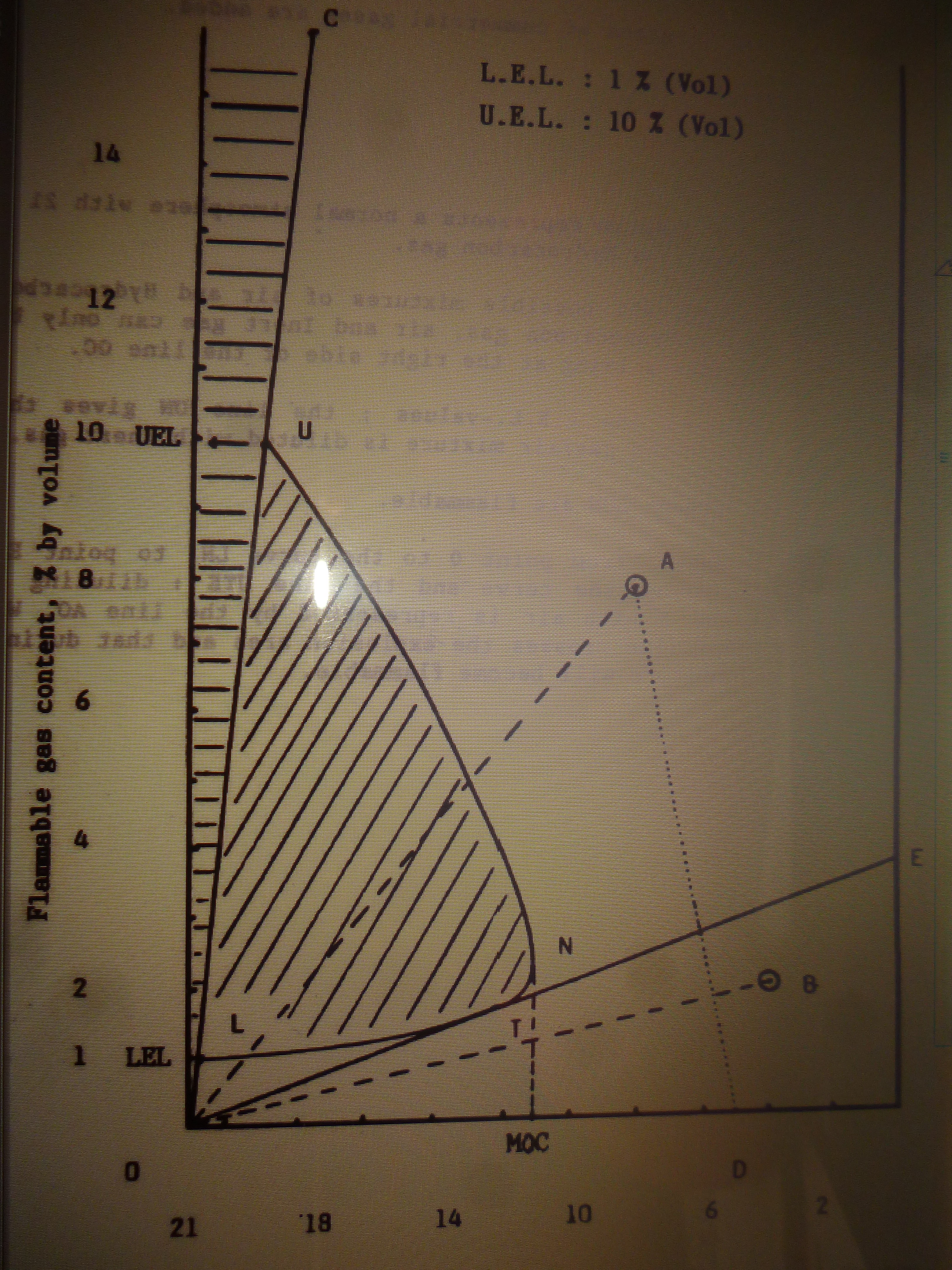
Diagramme d'inflammabilité.

En injectant un gaz inerte contenant moins de 5 % de dioxygène dans une cuve contenant un mélange d’air et de gaz (d’hydrocarbure par exemple), la concentration de gaz et de dioxygène diminue suivant une droite (droite AD sur le diagramme d'inflammabilité). Grâce aux gaz inertes, on peut donc diminuer la concentration de dioxygène dans n’importe quel réservoir de manière à avoir une concentration inférieure à 11 % de dioxygène (concentration à partir de laquelle les hydrocarbures ne peuvent plus subir de combustion), et ainsi être en dehors de la plage d’inflammabilité.

## Fonctionnement d’un système de gaz inerte
Un système de gaz inerte typique est constitué de deux chaudières, produisant des gaz d’échappement ; ceux-ci sont envoyés vers un système de lavage et de séchage. À ce niveau là, les gaz arrivent chaud, et emplis de particules solides, mais ne contiennent déjà plus que 5 % de dioxygène. Les particules solides sont enlevées, et les gaz refroidis dans le système de nettoyage, grâce à de l’eau, puis séchés dans le système de séchage.
Les gaz sont ensuite envoyés vers des ventilateurs (typiquement deux), qui transfèrent les gaz vers le joint hydraulique du pont, puis la vanne anti-retour, et enfin la vanne régulatrice de pression. Les deux premiers systèmes ont pour but d’empêcher tout retour des gaz vers les chaudières, le troisième permet d’éviter les retours vers les chaudières mais aussi de réguler le flux des gaz.
Entre la vanne anti-retour et la vanne régulatrice se trouve une ventilation permettant de ventiler le système avec de l’air.
Les gaz passent ensuite dans le disjoncteur pression/vide, qui permet d’éviter de trop grands écarts de pression qui pourraient endommager le système. Enfin ils arrivent dans les citernes.
Le mât élévateur est relié à tout le système et permet de relâcher la pression dans les citernes et les tuyaux lorsque celle-ci augmente trop.